# Evelyn Hofer
Evelyn Hofer (Marburgo, 21 de enero de 1922-Ciudad de México, 2 de noviembre de 2009) fue una fotógrafa documental y de retratos germano-estadounidense radicada en México.

## Biografía
Hofer nació en Marburgo, Alemania . La familia se trasladó a Ginebra en 1933 para escapar del nazismo, y más tarde a Madrid. Evelyn intentó sin éxito ingresar al Conservatorio de París y luego cambió a la fotografía, primero como aprendiz en Zúrich y Basilea y luego tomando clases particulares en Zúrich.
Después de que Franco llegó al poder, se mudaron nuevamente a México a principios de la década de 1940. Fue en México donde tuvo su primer trabajo como fotógrafa profesional. Se mudó a Nueva York en 1946, donde trabajó con Alexey Brodovitch de Harper's Bazaar y se hizo amiga de Richard Lindner y Saul Steinberg. 
Hofer usó una cámara de cuatro por cinco pulgadas para hacer retratos y fotografías escénicas ordenadas y bien construidas. Su estilo se centró en composiciones sencillas que eran claras, pero no simples. Sus retratos muestran sujetos que parecen perdidos, tristes o al menos ambiguos. 
Falleció en Ciudad de México, México, a los 87 años. 

## Obra seleccionada

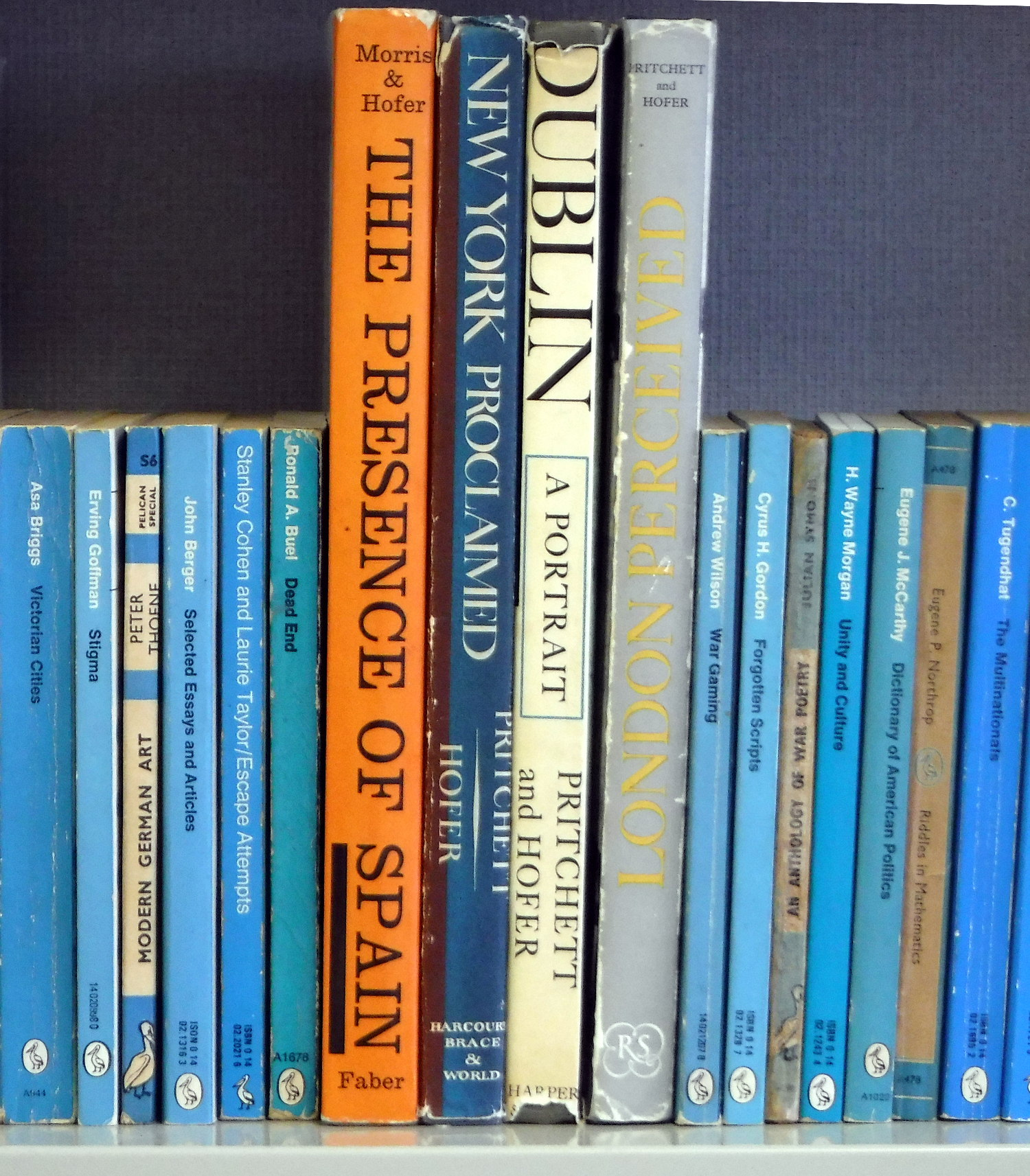
Algunos libros con fotografía de Evelyn Hofer.

- Los encantos de Méjico. Texto de Maurice Sandoz. OCLC 20045899
- The Pleasures of Mexico. Texto de Maurice Sandoz. Nueva York: Kamin, 1957. OCLC 16273402
- The Stones of Florence. Texto de Mary McCarthy. Londres: Heinemann, 1956. Nueva York: Harcourt, Brace, Jovanovich, 1959. Londres: Heinemann, 1976. ISBN 0434461040. San Diego: Harcourt Brace Jovanovich, 1987. ISBN 0151850798.[2]
- London Perceived. Texto de V. S. Pritchett. Nueva York: Harcourt, Brace & World, 1962. Londres: Chatto & Windus / Heinemann, 1962. Londres: Hogarth, 1986.ISBN 0701207191. Boston: Godine, 1990. ISBN 1567921485. Londres: Pingüino, 2003.ISBN 0141014199. Londres: Bloomsbury, 2011.ISBN 9781448200962.[2]
- Dublin: A Portrait. Texto de V. S. Pritchett. Nueva York: Harper & Row, 1967. Londres: Bodley Head, 1967. Londres: Hogarth, 1991.ISBN 0701207507. Londres: Bloomsbury, 2011. ISBN 9781448200740.[2]
- Portrait: Theory: Photographs and Essays by David Attie, Chuck Close, Jan Groover, Evelyn Hofer, Lotte Jacobi, Gerard Malanga, Robert Mapplethorpe and James Van Der Zee. Editado por Kelly Wise. Nueva York: Lustrum, 1981.
- Emerson in Italy. Texto de Ralph Waldo Emerson y Evelyn Barish. Nueva York: Holt, 1989. ISBN 0805009140
- Evelyn Hofer: Fotografías. Lausana: Musée de l'Élysée, 1994. OCLC 32357975 .
- Evelyn Hoffer. Editado por Susanne Breidenbach. Gotinga: Steidl, 2004. ISBN 3-86521-057-0. Galería m. ISBN 3-923791-32-1

## Colecciones
- Museo Getty.[6]
- Museo de Bellas Artes de Houston.[7]

## Otras lecturas
- Rosenblum, Naomi. A History of Women Photographers. New York: Abbeville, 2014. ISBN 9780789212245
- Hofer, Evelyn; Buhrs, Michael; Schmid, Sabine; Pauly, Andreas; Gerhard Steidl GmbH & Co, oHG. Evelyn Hofer (1922-2009) Retrospektive. Göttingen Steidl, 2015. ISBN 9783958290150 .